# Давид, Жак Луи
Жак Луи́ Дави́д (фр. Jacques-Louis David; 30 августа 1748, Париж — 29 декабря 1825, Брюссель) — французский живописец и рисовальщик, сторонник неоклассицизма, центральная фигура среди парижских художников времён конца Старого порядка, Революции и Первой империи, педагог и политический деятель. Академик Королевской Академии живописи и скульптуры (с 1783; ассоциированный член с 1781), член Института Франции по классу живописи (с 1795; на кресле № 10). В январе 1794 возглавлял Национальный конвент Французской республики.

## Биография

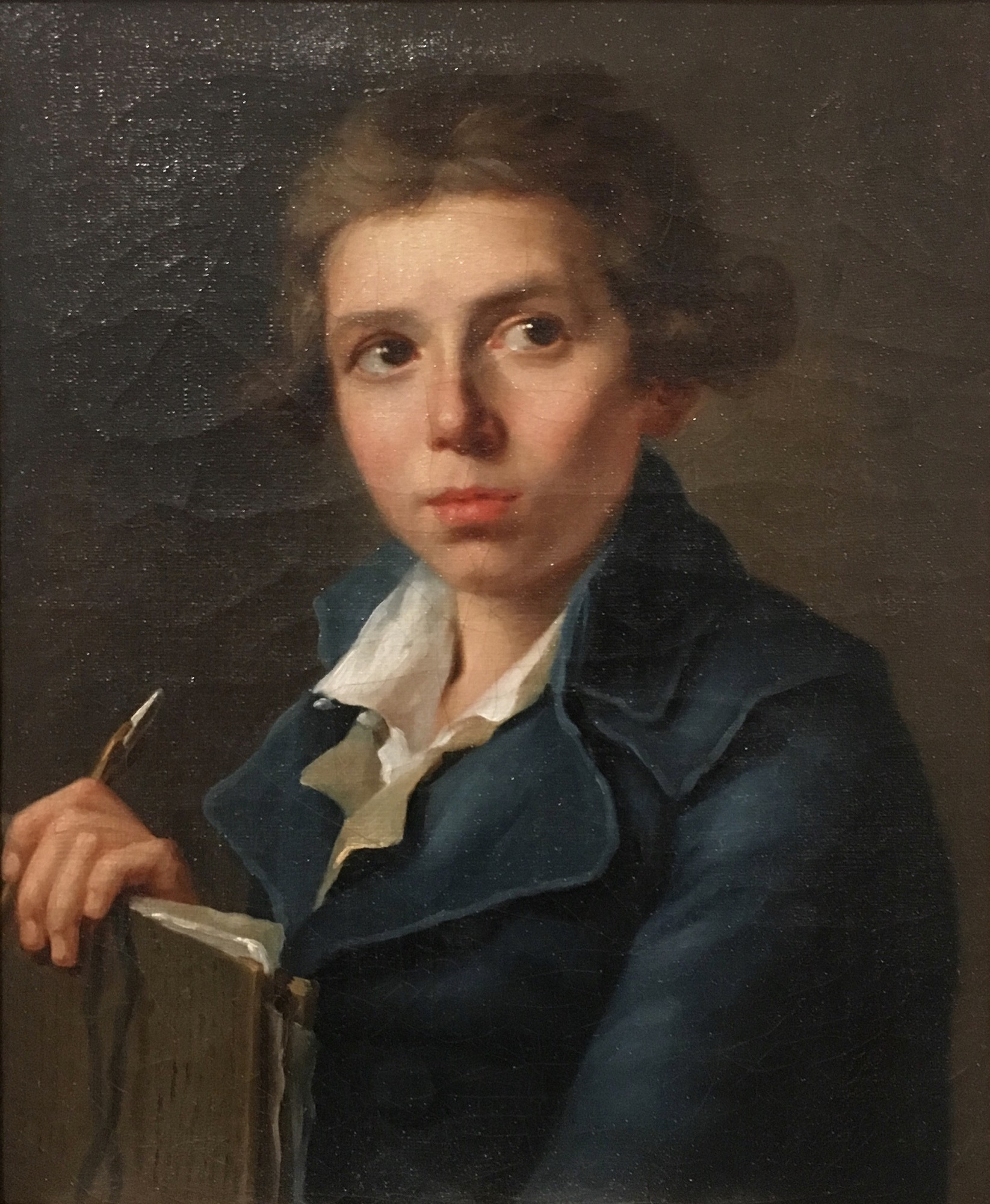
Жозеф-Мари Вьен. Портрет Давида в юности. Ок. 1765. Музей Фабра, Монпелье

Жак Луи Давид родился 30 августа 1748 года в семье коммерсанта Мориса Луи Давида и его жены, Мари Женевьев (урождённой Бюрон) и в тот же день был крещён в церкви Сен-Жермен-л’Осеруа. До 2 августа 1757 года — дня смерти своего отца, погибшего вследствие дуэли на шпагах, жил в частном пансионе монастыря Пикпюс. Благодаря брату матери, Франсуа Бюрону, девятилетний Жак Луи, позанимавшись с репетитором, поступил в Коллеж Четырёх Наций на курс риторики. Но Давид не был хорошим учеником — у него была опухоль на лице, возникшая после травмы, полученной при фехтовании, которая мешала его речи, зато он всегда был поглощен рисованием. В дальнейшем эта травма стала серьезным психологическим препятствием в его общественной жизни. Давида даже называли «Давидом опухоли» (David de la tumeur).
Его мать, оставив ребёнка в Париже на попечении брата, уехала в Эврё, Нормандии. Будущее Жака Луи определили его родственники: его дядя Франсуа Бюрон и муж его тёти Жак Франсуа Демезон были архитекторами. Когда у ребёнка были замечены способности к рисованию, было решено, что он станет архитектором, как и оба его дяди. Но он, преодолев сопротивление опекунов, в 1764 году пошёл учиться живописи к Франсуа Буше — ведущему художнику того времени, который приходился семье Давида давним другом. Буше был художником эпохи рококо, но вкусы менялись, и мода на рококо уступала место античному стилю.

### Обучение
Буше порекомендовал юноше заниматься у одного из ведущих мастеров исторической живописи раннего неоклассицизма Жозефа-Мари Вьена. Три года спустя, в 1767 году Давид поступил в Королевскую Академию живописи и скульптуры и стал заниматься в мастерской Вьена. Давид сделал три последовательные попытки получить ежегодную Римскую премию — в 1771 году с «Минервой, сражающейся с Марсом» (фр.), в 1772 году с «Диана и Аполлон, убивающие детей Ниобы» (фр.) и, в 1773 году, с полотном «Смерть Сенеки» (фр.). После своей неудачи в 1772 году Давид объявил голодовку, которая длилась два с половиной дня, прежде чем Мишель-Жан Седен и Габриэль-Франсуа Дуайен призвали его продолжать рисовать. Наконец, в 1774 году Давид был удостоен Римской премии за картину «Эразистрат, открывающий причину болезни Антиоха» (фр., на тему заданную жюри Академии.
Получив Римскую премию, в октябре 1775 года, Давид смог отправиться в Италию со своим наставником Жозефом-Мари Вьеном, который был назначен директором Французской академии в Риме. В 1775—1780 годах Давид обучался во Французской академии в Риме, где изучал античное искусство и творчество мастеров эпохи Возрождения. Восхищение перед древнеримскими памятниками архитектуры и скульптуры, рельефами и статуями, навсегда определило идеалы художника и его индивидуальный стиль. Открытие Геркуланума, первые раскопки Помпеи, придали новый импульс исследованиям античности. Давид посетил руины Помпей, раскопки которых велись особенно интенсивно с 1779 года, это укрепило его веру в силу античного наследия. Давид заполнил двенадцать альбомов с рисунками, которые он и помощники его мастерской использовали в дальнейшем в качестве образцов.
Во время поездки Давид также прилежно изучал произведения художников эпохи Возрождения. Глубокое впечатление на молодого французского художника оказало творчество Рафаэля. Эстетические теории, отрицающие принципы искусства барокко и восстанавливавшие эталоны красоты, естественности и простоты древних, формулировались именно в это время графом де Келюсом, И. И. Винкельманом, Г. Э. Лессингом. Это было второе после XVI—XVII веков открытие античности. Отсюда термин «неоклассицизм».
Молодого Давида познакомили с Антоном Рафаэлем Менгсом, который выступал за тщательное изучение классических источников и приверженность античным образцам. Историзирующий подход Менгса к изображению классических сюжетов оказал глубокое влияние на дореволюционные картины Давида, такие как «Весталка». Менгс также познакомил Давида с теоретическими работами своего друга Винкельмана. Однако, находясь в Италии, Давид пристально изучал работы мастеров XVII века, таких как Н. Пуссен, Караваджо и А. Карраччи. Он заявлял: «Антиквариат не соблазнит меня, в нём нет анимации, он не движется».

### Академия. Салоны 1781—1789 годов

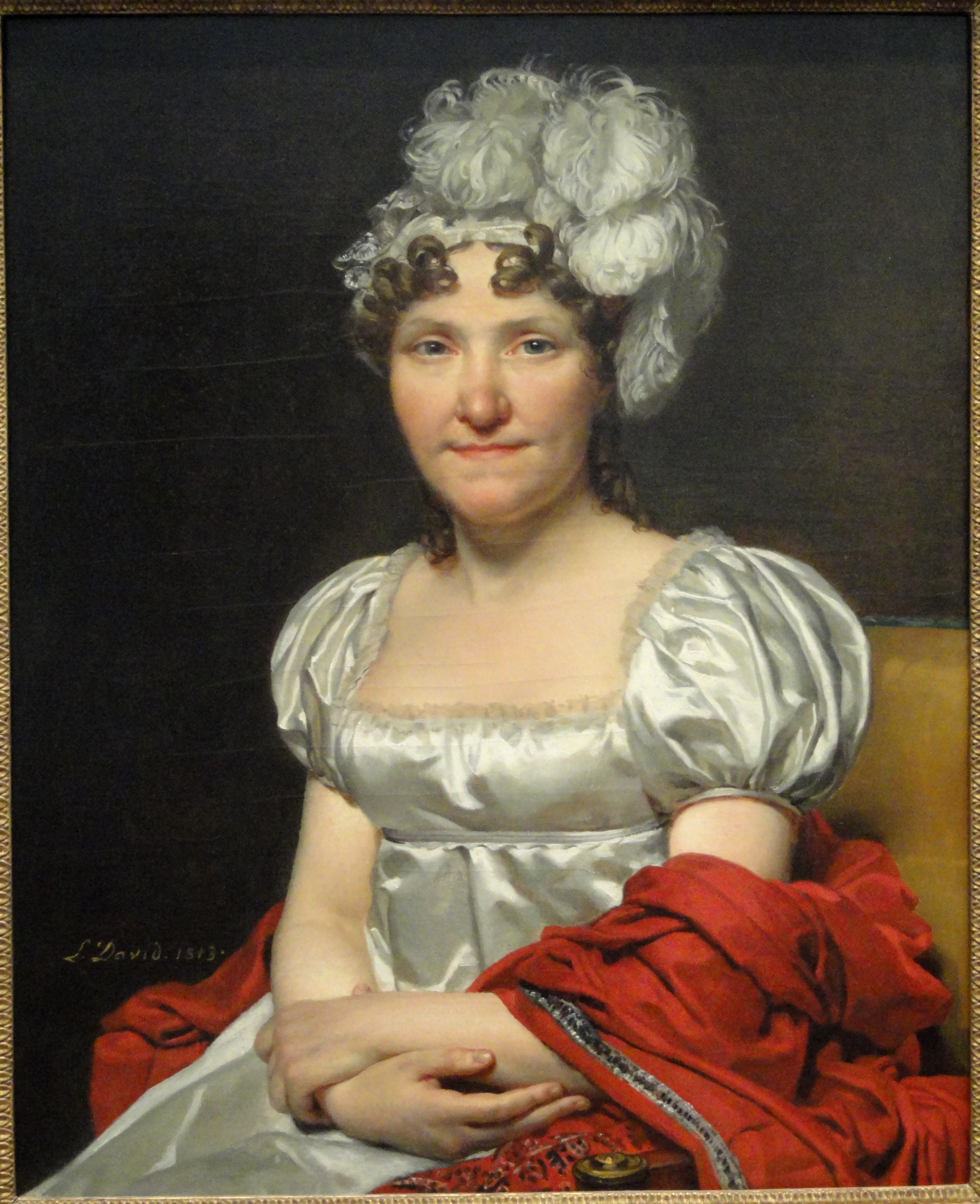
Ж. Л. Давид. Портрет Маргариты-Шарлотты Пекуль. 1813. Национальная галерея искусства, Вашингтон

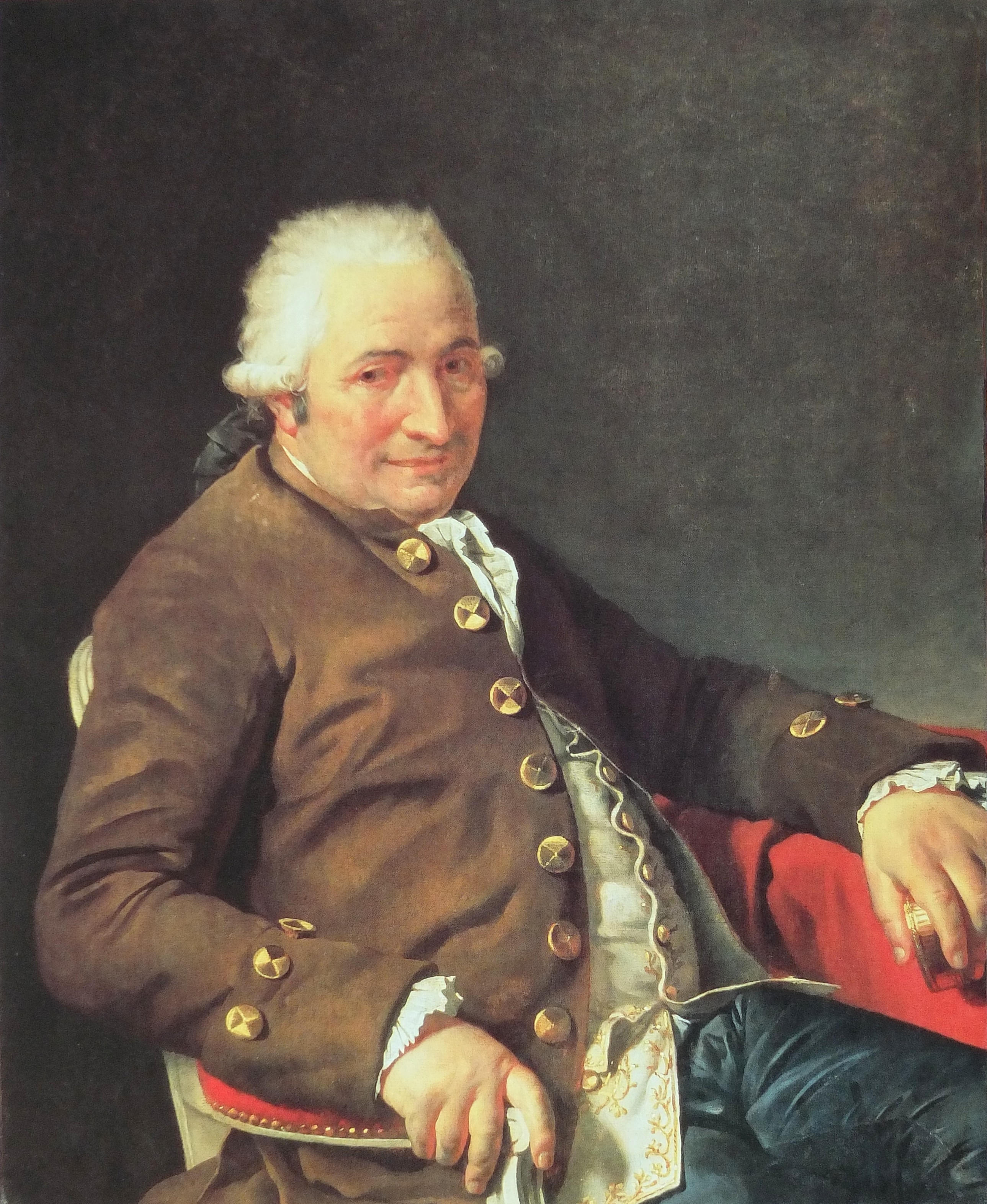
Ж. Л. Давид. Портрет г-на Пекуль, тестя художника (1784, Лувр)

По возвращении из Италии в 1780 году Давид закончил начатую в Риме картину «Велизарий, просящий подаяние». За эту картину Давид 24 августа 1781 года был принят в число «причисленных» к Парижской Академии живописи и скульптуры. Картина была выставлена в Парижском салоне 1781 года, первом салоне Давида, среди нескольких написанных ранее картин («Святой Рох молится Мадонне об исцелении зачумлённых» (фр.), «похороны Патрокла» (фр.) и «Портрет графа Потоцкого» (фр.)). После Салона король предоставил Давиду жилье в Лувре — почетную привилегию великих художников. 16 мая 1782 года Давид женился на Шарлотте Пекуль (англ.) (1764—1826), дочери смотрителя Королевских зданий Шарля-Пьера Пекуля. Она родила ему четверых детей. В 1783 году Жак Луи Давид был избран членом парижской Академии живописи и скульптуры.
По заказу правительства Давид приступает к работе над картиной «Публий Гораций-отец защищает Горация» (см. Горации и Куриации). В 1784 году, заявив, что римлян возможно писать только в Риме, Давид с женой и тремя своими учениками отправился работать над картиной в Италию. Деньги необходимые для поездки предоставил его тесть. В процессе работы Давид отказался от первоначального сюжета: в Риме он написал свою знаменитую «Клятву Горациев» (1784). В классицистических формах картина отразила патриотические настроения времени, идеи гражданственности связанные с республиканской историей Древнего Рима. В 1784 году полотно было выставлено сперва в Риме, где оно получило восторженные отзывы итальянских мастеров, и затем, в 1795-м, на Парижском Салоне.
В начале 1786 года, в отсутствие официальных заказов от короля, Давид пишет «Смерть Сократа», по заказу близкого знакомого, советника парижского парламента Шарля Мишеля Трюдена де ла Саблера. Картина была представлена на Салоне 1787 года, сюжет картины был созвучен политическому климату времени, однако, работа Давида не была удостоена королевского поощрения.
Для выставки 1787 года администрация Королевских зданий заказала Давиду картину на тему «Кориолан останавливает месть своего войска Риму». Однако предложенная тема не интересовала Давида, он принимается за работу над картиной «Ликторы приносят Бруту тела его сыновей». Законченная в 1789 году, картина была приобретена королем и выставлялась на Салонах 1789 года и 1791 года. Сюжет картины Давида оказался созвучен общественным настроениям эпохи. Брут олицетворял непоколебимую преданность Республике, выходящую за рамки каких-либо частных интересов. Попытка администрации Королевских зданий не выставлять работу Давида на Салоне 1789 года вызвала возмущение и члены королевской семьи были вынуждены уступить. Во время выставки картину Давида охраняли студенты-искусствоведы.
С 1786 года Давид общался в среде либеральных аристократов. В «Обществе Трюдэнов» он знакомится с Шенье, Байи и Кондорсе, будущими главными действующими лицами революции Барером, Барнавом и Александром Де Ламетом. В сентябре 1789 года, вместе с Жаном-Бернаром Ресту, Давид возглавил «коммуну искусств», возникшую из движения «академиков-диссидентов» и созданную для реформирования Королевской Академии живописи и скульптуры. Коммуна выступала за прекращение привилегий Академии, за предоставление права выставляться для нелицензированных художников.

### Эпоха революции
Давид принял активное участие в революционном движении. В феврале 1790 Давид становится членом Якобинского клуба. В октябре 1790 по поручению якобинского клуба начинает работать над эскизами для монументального полотна «Клятва в зале для игры в мяч». 17 июля 1791 года он был среди собравшихся на Марсовом поле незадолго до расстрела на Марсовом поле и подписал петицию с требованием отставки Людовика XVI.
17 сентября 1792 года Давид был избран депутатом от Музейной секции Парижа в Национальный конвент, в котором примкнул к монтаньярам. Вскоре после 13 октября он член Комиссии искусств и Комитета просвещения. В Комитете он отвечал за организацию гражданских и революционных праздников, а также за пропаганду. Являясь членом комиссии по памятникам, он предлагает составить список всех национальных сокровищ и играет активную роль в организации Музея Искусств. В начале 1794 года участвовал в разработке программы по благоустройству Парижа (фр.). По инициативе Давида на Площади Согласия в Париже были установлены «Кони Марли».
С 16 по 19 января 1793 года, во время суда над Людовиком XVI Давид голосовал за смерть короля, что привело к тому, что его жена, роялистка, развелась с ним.
В 1793 году появились работы Давида, посвященные жертвам революции: «Последние моменты Мишеля Лепелетье», «Смерть Марата» и «Смерть юного Барра». Картины были поднесены Конвенту и с ноября 1793 года по февраль 1795 года были вывешены в зале заседаний. Он также заботится об организации похоронных церемоний, приобретающих черты почти религиозных обрядов.
Начиная со второй половины 1793 года Давид занимал несколько важных государственных постов: в июне он был назначен президентом клуба якобинцев, в следующем месяце стал секретарем Конвента, с сентября 1793 года он стал членом Комитета общественной безопасности и председателем секции допросов. Давид принимает активное участие в политике террора, выписывает около трёхсот ордеров на арест и около пятидесяти ордеров на вызов подозреваемых в революционный суд. Он возглавлял Комитет безопасности, когда было предъявлено обвинительное заключение Фабру д’Эглантину, был выпущен приказ об аресте генерала Александра де Богарне и в период судебного процесса над Марией-Антуанеттой. В качестве свидетеля Давид принимает участие в допросах дофина Луи Шарля. На своих постах Давид не препятствует казни старых друзей или спонсоров, таких как братья Труден, Лавуазье, герцогиня Ноай, Андре Шенье. Карл Верне возложил на него ответственность за казнь своей сестры Маргариты Эмилии Верне. В 1794 году Давид был назначен председателем Конвента, эту должность он занимал с 5 по 21 января (16 января).
В 1794 году после термидорианского переворота Давид был арестован и оказался в тюрьме. Революционные власти всерьез рассматривают вопрос о казни бывшего соратника, но его спасают авторитет и признание в живописи. В это время Шарлотта Пекуль, узнав о его аресте, вернулась к своему бывшему супругу. После объявления амнистии, 26 октября 1795 г, Давид вышел из заключения. Вскоре после амнистии он согласился стать членом созданного Директорией класса литературы и изобразительного искусства в Институте Франции, по секции живописи. В октябре 1795 года он вернулся в Салон, где не выставлялся с 1791 года, с двумя портретами членов семьи Серизиат — «Портрет Эмили Серизиат и её сына» (фр., «Портрет Пьера Серизиата» (фр.). Главным творческим итогом периода правления Директории стало создание картины «Сабинянки, останавливающие сражение между римлянами и сабинянами», символизирующей преимущества общественного примирения, над которой он работал с 1795 по 1798 год.

### Художник Наполеона

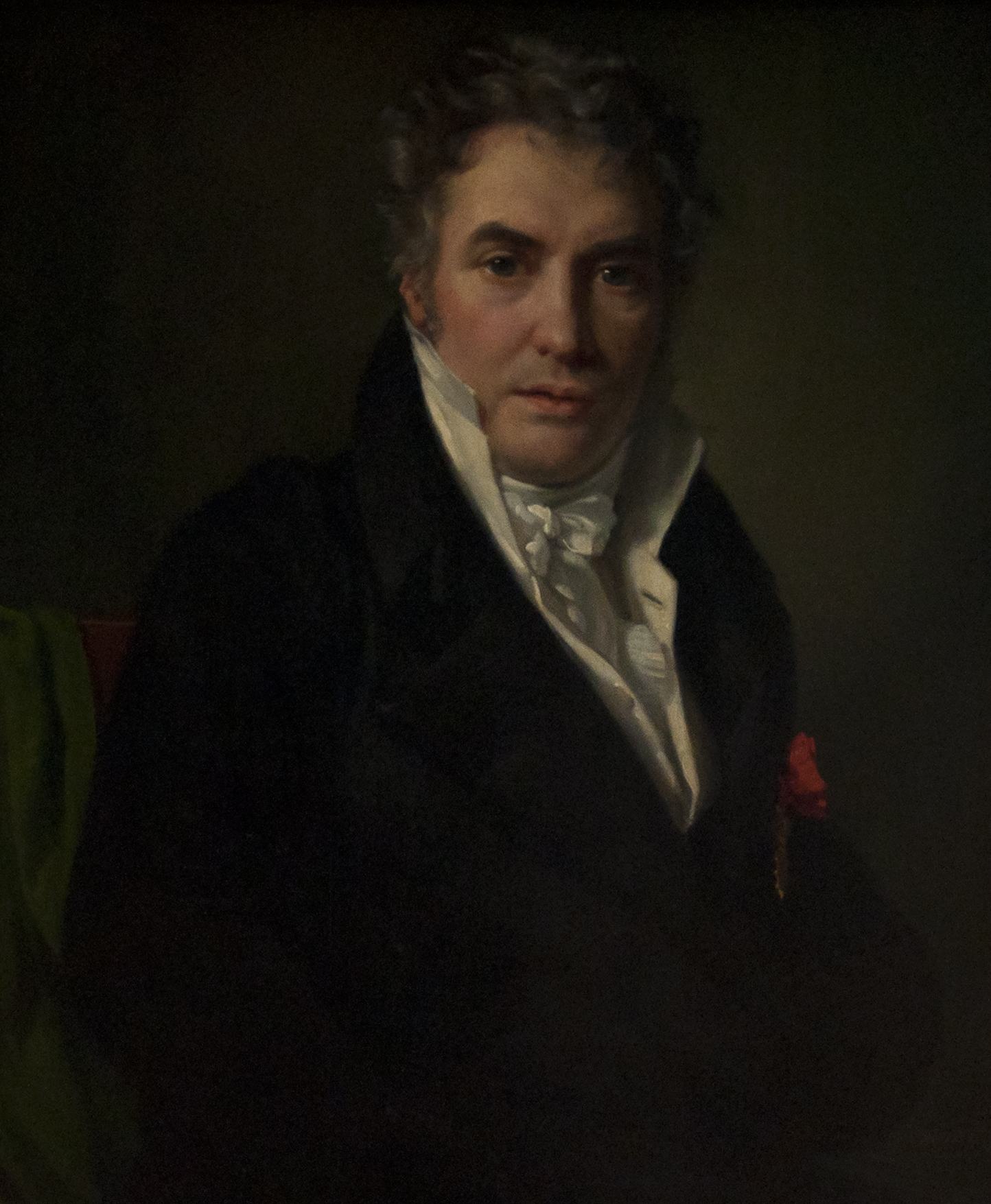
Франсуа-Жозеф Навез. Портрет Жака Луи Давида в период изгнания. 1817. Королевские музеи изящных искусств (Брюссель)

В 1797 году Давид стал свидетелем торжественного въезда в Париж Наполеона Бонапарта и с тех пор был его пылким поклонником, а после прихода Наполеона к власти — придворным «первым художником». Он организовывал и оформлял массовые народные празднества, участвовал в создании Музея Наполеона (Лувр). 7 февраля 1800 года Бонапарт специальным декретом назначил Давида «живописцем правительства», но художник, отстаивая свою свободу, отказался от этой должности. В 1804—1807 годах Давид работал над серией картин, посвященных коронации Наполеона («Коронование Наполеона» (фр.), «Портрет Наполеона в императорском одеянии» (фр.)), становится первым живописцем императора, получает офицерский крест Почетного легиона. Давид прославляет диктатора в своих картинах также, как до того — идеалы республики. Про художника даже его друзья говорили, что он в «поисках своего героя сменил Цезаря на Брута», консула на его убийцу. "Возможно, правильнее было бы переставить имена героев, подчеркнув тем самым выдающуюся роль Давида в создании стиля Империи». В 1814, в те дни, когда в Париж входили войска союзных армий и Наполеон I отрекся от престола, Давид заканчивает работу над картиной «Леонид при Фермопилах», к работе над которой он приступил в 1812 году. В 1815 году, в период Ста дней, Наполеон навещает Давида и награждает его командорским крестом ордена Почетного легиона.

### Последние годы
В 1815 году, после поражения Бонапарта в при Ватерлоо и реставрации Бурбонов, Жак Луи Давид был вынужден бежать в Швейцарию. В августе того же года вернулся во Францию, но в 1816 году был изгнан из страны за причастность к казни короля, несмотря на ходатайство министра полиции Эли Деказа. Переехал в Брюссель, где прожил до конца жизни. Жена художника пережила его всего на один год.
Исследователи считают, что тема клятвы, постоянно возникавшая в произведениях художника, возможно, вдохновлена ритуалами масонства. В 1989 году Альберту Бойме удалось доказать на основе документа, датированного 1787 годом, принадлежность художника к масонской ложе «La Moderation».
Жак Луи Давид похоронен на кладбище квартала Леопольда в Сен-Жосс-тен-Ноде (в 1882 году перезахоронен на Брюссельском кладбище в Эвере), его сердце было перевезено в Париж и захоронено на кладбище Пер-Лашез.

## Основные этапы творчества
Жак-Луи Давид отразил в своём искусстве эпоху великих перемен: переход от старых монархических режимов и «королевских художественных стилей» к современной Европе через Французскую революцию и Империю Наполеона Бонапарта. «Глядя на его работы, мы не сожалеем о том, что фотография ещё не была изобретена, потому что эти изображения ярко предъявляют нашим глазам персонажи и события эпохи. Через них мы узнаем лица известных революционеров, таких как Жан-Поль Марат, убитых за измену; молодого барабанщика Барра, погибшего за идеалы революции; мы видим, как королеву Марию-Антуанетту везут к гильотине; лицо Наполеона, сначала генерала, а затем императора. Мы можем встретить химика Антуана Лорана Лавуазье с его исследовательскими инструментами и многих других современников художника, мужчин и женщин, которые прошли через эти годы, полные перемен и борьбы».

### Неоклассический стиль

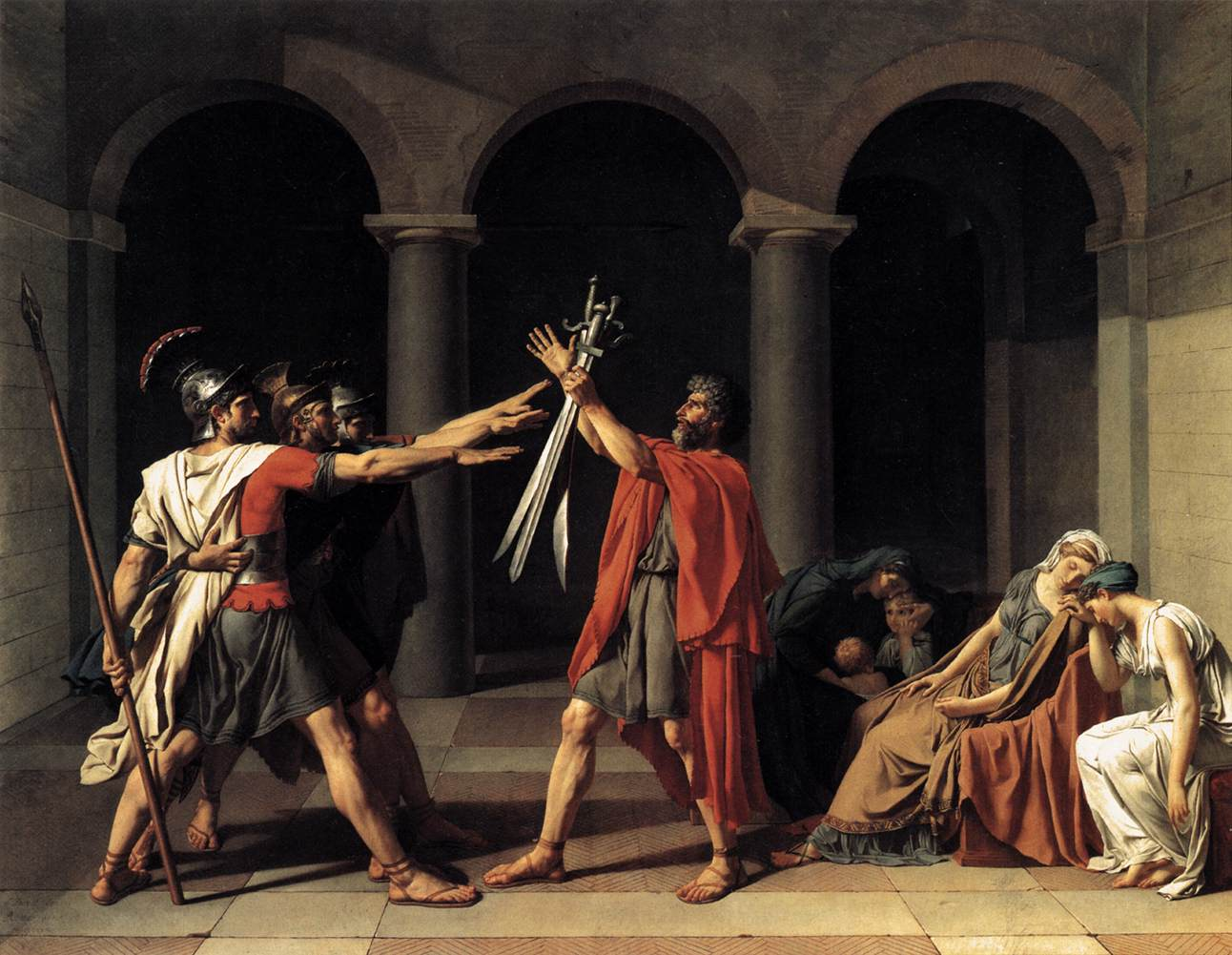
Клятва Горациев. 1784. Лувр, Париж

На многих картинах Давида изображены эпизоды и герои римской истории, главным образом по книге Тита Ливия «История Рима от основания города»: братья Горации, борьба между сабинянами и римлянами, консул Брут, приносящий в жертву своих детей ради республики... В этих картинах прославляются добродетели республиканского Рима: честность, воинская доблесть, верность долгу, поэтому они называются «примерами доблести» (лат. exempla uirtutis). Древние римляне стали героями французской революции. Сен-Жюст, один из лидеров якобинцев, так и сформулировал: «Пусть революционеры станут римлянами!».
Примером раннего неоклассического стиля Давида является картина «Клятва Горациев», написанная в 1784 году, за несколько лет до начала революции. Она принесла небывалый успех художнику. В основе картины лежит рассказ Тита Ливия, согласно которому трое братьев из рода Горациев были выбраны, чтобы сразиться с тремя лучшими воинами враждебного Риму города Альба-Лонга — братьями Куриациями. Давид запечатлел момент, когда трое братьев, подняв руки в римском приветствии, клянутся победить или умереть, а их отец протягивает им боевые мечи. Группы фигур скомпонованы так, что напоминают древнеримские рельефы. Классические аллюзии настолько сильны, что зритель прощает художнику надуманность сцены и театральность постановки. Очевидны также внимательное изучение Давидом античных памятников в Италии и преемственность от итальянизирующего классицизма живописи Н. Пуссена, в том числе «принципа рельефности» планов пространственной организации картины.

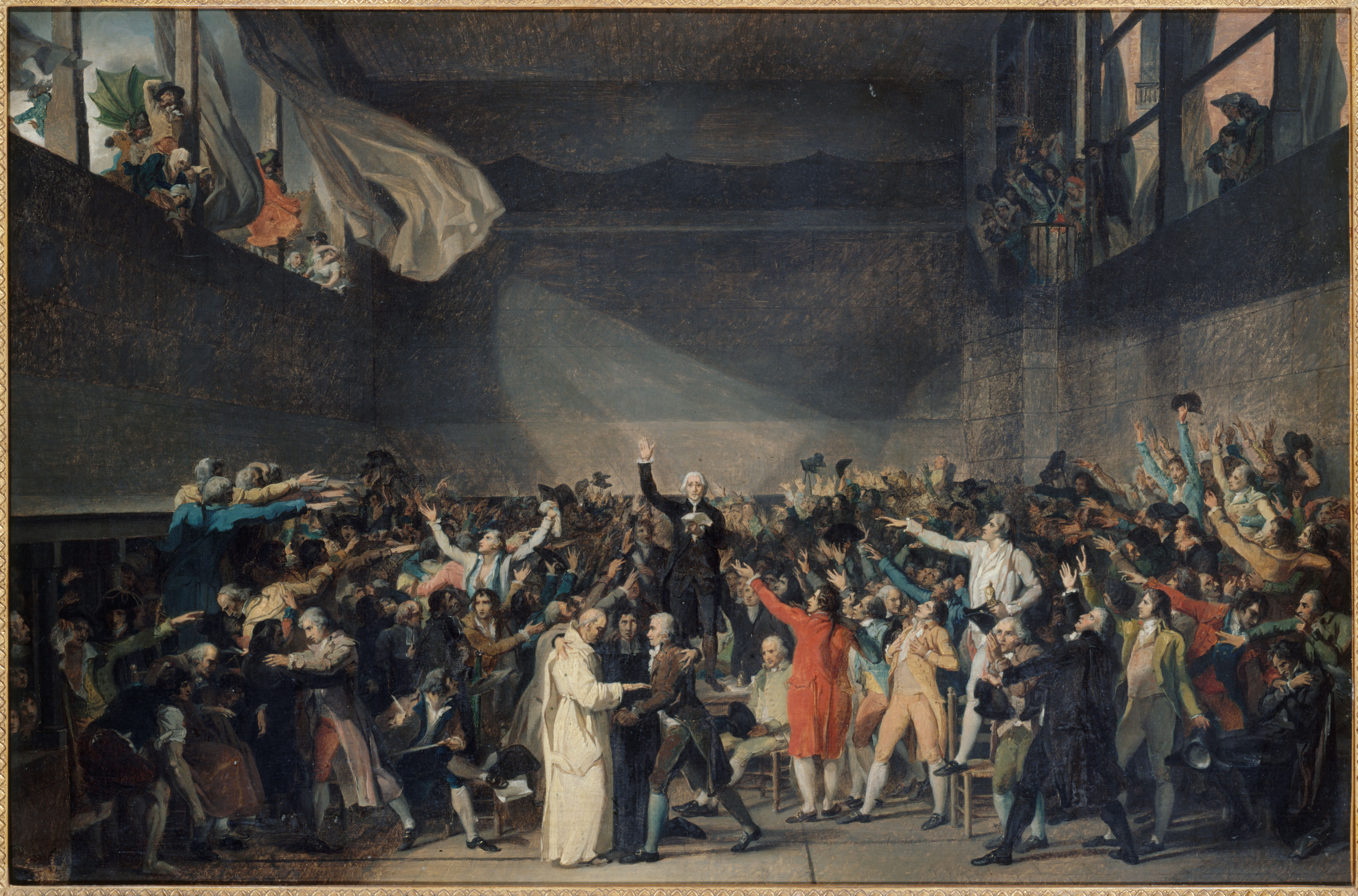
Клятва в зале для игры в мяч в Версале 20 июня 1789 года. 1790—1794. Музей Карнавале, Париж

Сюжеты, вдохновленные античностью, в этот период уступают место современной истории. Давиду, принявшему деятельное участие в политических событиях, было поручено запечатлеть один из ключевых эпизодов революции. Так появилась картина «Клятва в зале для игры в мяч» (1791) — клятва депутатов третьего сословия, собравшихся в Версале, в зале для игры в мяч (жё-де-пом). Там они принесли торжественную присягу не расходиться и собираться всюду, где потребуют обстоятельства, до тех пор, пока не будет создана и утверждена на прочных основаниях конституция. На следующий год депутаты заказали «художнику Революции» монументальное полотно с изображением этого знаменательного события. Намереваясь изобразить на холсте размерами 10 на 6 метров сотни действующих лиц, Давид выполнил множество подготовительных эскизов. Картина должна была стать самым грандиозным художественным проектом молодой республики и быть размноженной в сотнях экземпляров в гравюре. Но многие депутаты, которые должны были занять своё место в картине, вскоре оказались арестованы и казнены. Картина осталась незаконченной.

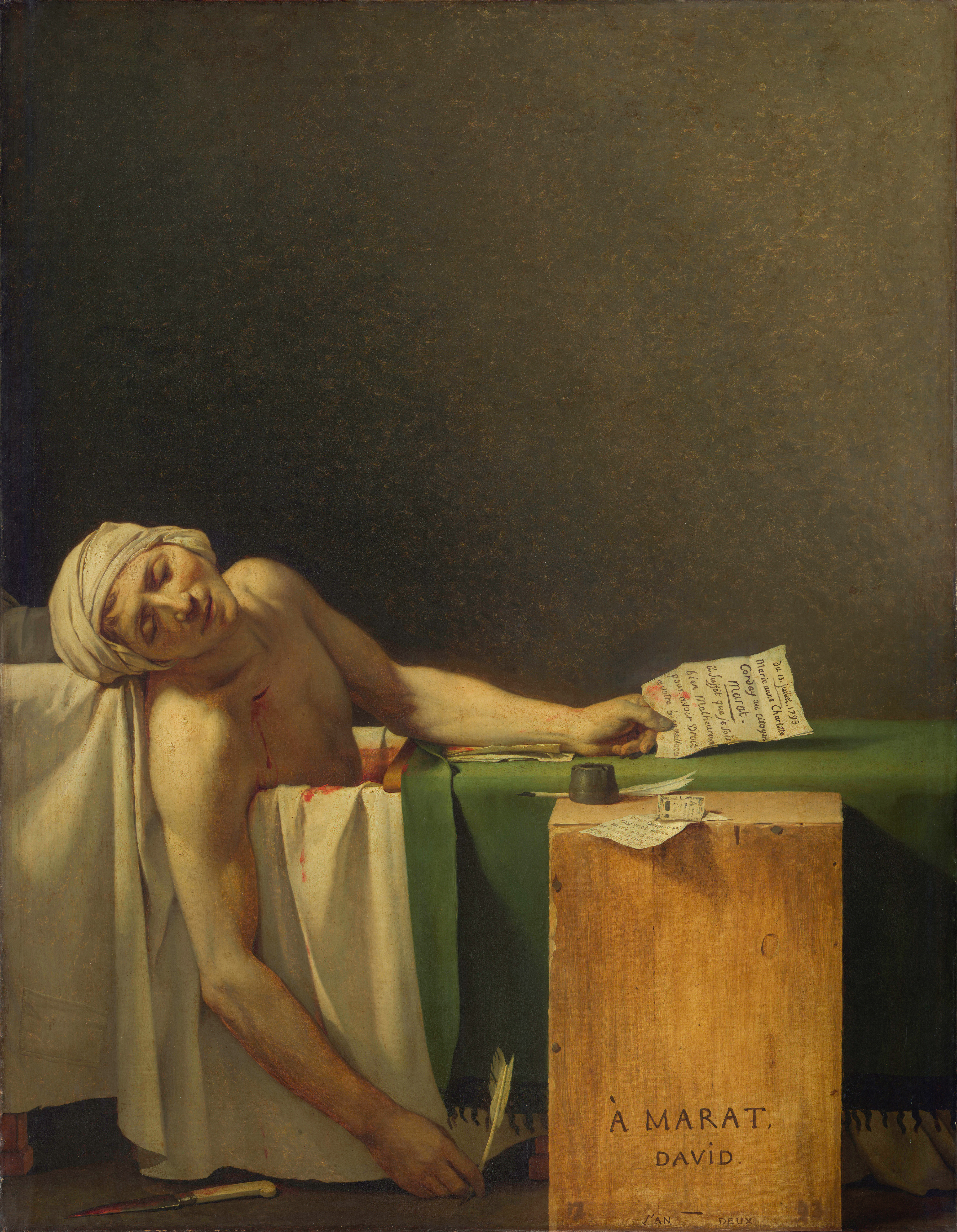
Смерть Марата. 1793. Королевские музеи изящных искусств (Брюссель)

Различные революционные группы и их вожди боролись друг с другом, создавая атмосферу подозрительности и террора. В 1793 году живописца Давида приглашают почтить память убитого Жана-Поля Марата, сотрудника радикальной газеты «Друг народа», лидера якобинцев. Марат был одним из наиболее ярых сторонников якобинского террора. Заболев кожной болезнью, Марат не выходил из дома и, чтобы облегчить свои страдания, принимал ванны. 13 июля 1793 года он был заколот ножом в своей квартире дворянкой Шарлоттой Корде. В картине «Смерть Марата» Давид представляет полуфигуру «друга народа», намеренно стилизуя её светотенью на тёмном фоне под манеру прославленного Караваджо. Одновременно, смелой конструктивностью композиции Давид попытался найти стиль, отвечающий суровой атмосфере революционного времени.

### В поисках нового стиля периодов Директории и Консульства
В начале  девятнадцатого века карьера Давида прочно связана с основными этапами ужесточения власти Наполеона Бонапарта. Со своей стороны, Наполеон поручает Давиду увековечить его и его подвиги, считая неоклассический стиль наиболее подходящим для этой цели.
Краткий период примирения враждующих партий Давид как в зеркале отразил в необычной картине «Сабинянки» (1799) на сюжет из книги Тита Ливия. На картине изображена битва между римлянами и сабинянами. Римляне, у которых было мало женщин, надеясь на продолжение рода, коварно похитили сабинских женщин. Мужчины племени сабинян осадили город, надеясь отомстить. В разгар битвы женщины, уже ставшие римлянками и у которых за это время подросли дети, бросились разнимать враждующих. Общую композицию и отдельные фигуры Давид заимствовал у Пуссена. Центральный женский персонаж картины — Герсилия, жена Ромула — встала между отцом (Тацием, царём сабинян) и мужем, который уже занёс копьё, стремясь поразить отца Герсилии. Фигура Ромула создана по рисунку Дж. Флаксмана, английского рисовальщика и скульптора, подражавшего «антикам».
Давид стремился создать идеальную композицию, многократно калькируя фигуры, использовал рисунки с греческих ваз и римских рельефов. Позднее Э. Делакруа, лидер следующего этапа развития европейского романтизма, иронизировал над антикизированным изображением фигуры Ромула: «Неудобно сражаться, имея из одежды только шлем».
Картину выставили в 1800 году в Люксембургском дворце, а затем в Салоне Лувра. Перед картиной художник распорядился повесить большое зеркало, чтобы посетители, видя свое отражение на фоне картины, ощущали себя как бы в гуще сражения. При входе всем вручали брошюру с текстом, объясняющим замысел художника. Показ картины превратился в политическое событие.

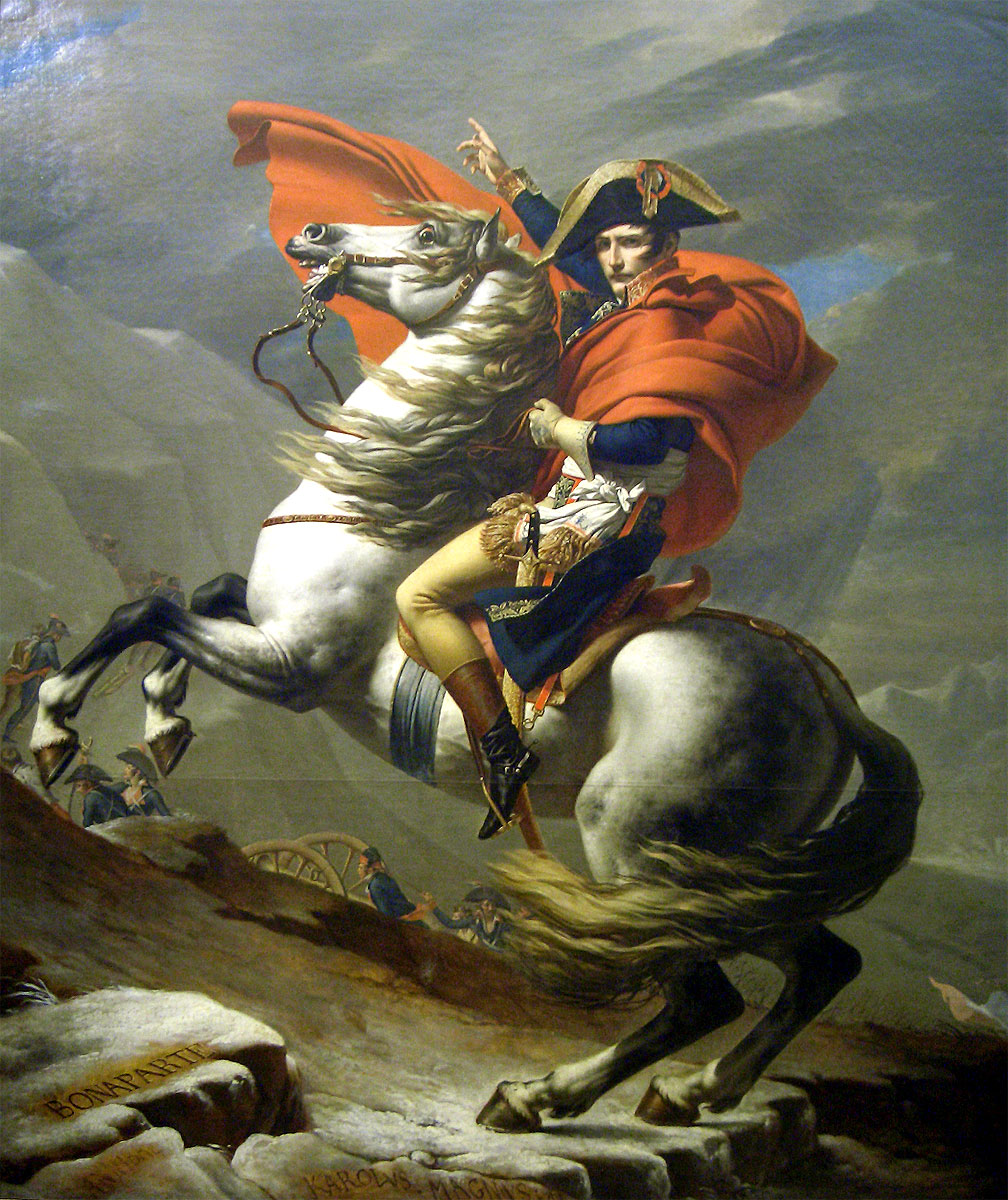
Бонапарт на перевале Сен-Бернар. 1801. Галерея Бельведер, Вена

Давид неоднократно изображал Наполеона как генерала, сначала консула, а затем императора. На конном портрете «Бонапарт на перевале Сен-Бернар» первый консул Наполеон представлен как вождь, бросающий вызов природе (1801). В этой картине академический метод с тщательной проработкой деталей, свето-теневой моделировкой формы, «гладкой манерой» живописи и тонкостью цветовых отношений впервые во французском искусстве органично соединяется с романтическим содержанием. Здесь Давид выступает в качестве родоначальника нового художественного направления: романтизма.
Следующий этап стилевой эволюции художника был связан с формированием стиля Империи. По личному заказу императора Франции Жак Луи Давид приступил к написанию картины, изображающей эпизод коронации, состоявшейся 2 декабря 1804 года в соборе Парижской Богоматери. Давид создал огромное полотно (6,21 × 9,79 м) под впечатлением от картины Рубенса «Коронация Марии Медичи». Он выбрал момент, когда Наполеон коронует свою супругу Жозефину, а папа Пий VII даёт ему своё благословение.

### Давид — художник стиля ампир

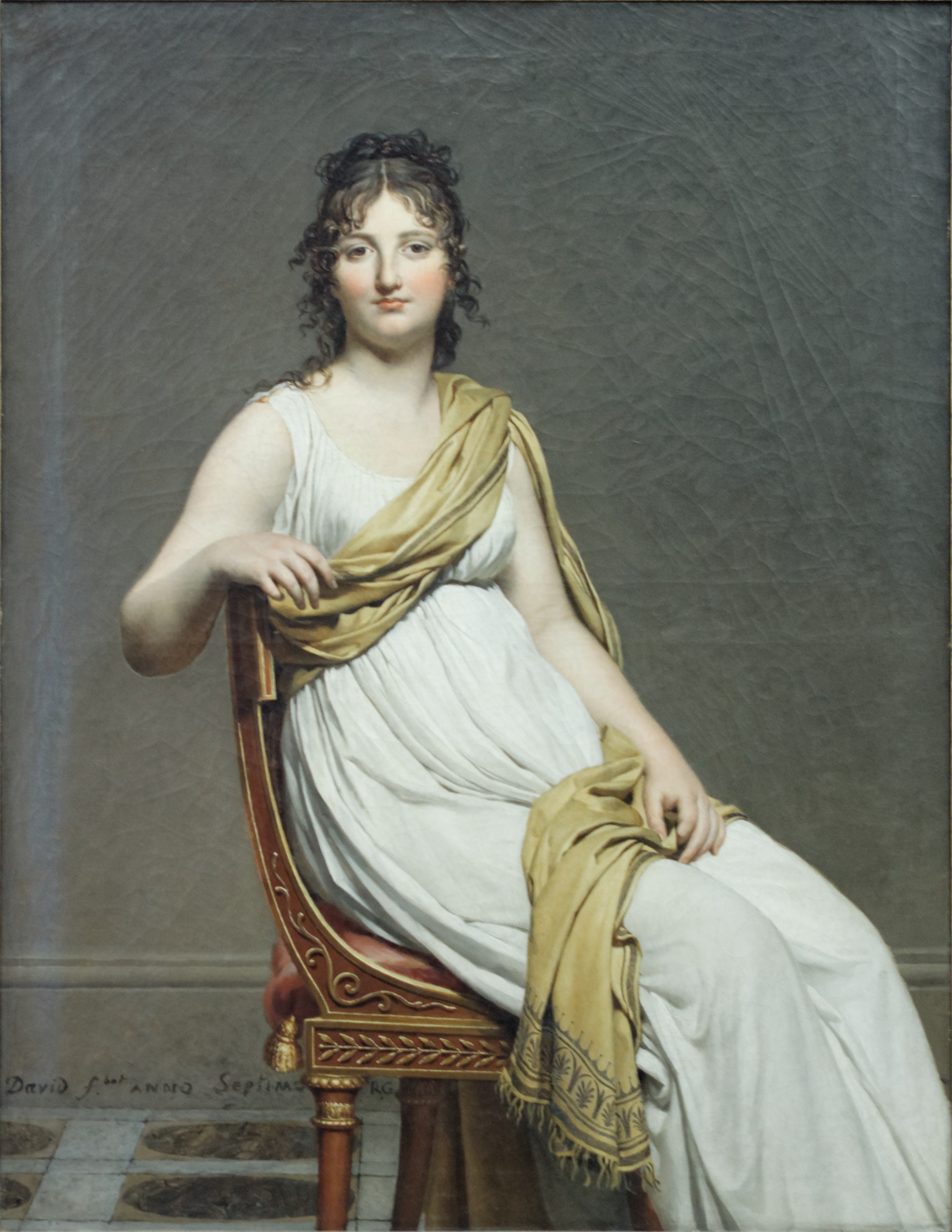
Портрет мадам де Вернинак. 1799. Лувр, Париж

Формирующиеся черты нового стиля Первой Империи художник отразил в двух портретах знаменитых дам парижского высшего света: Мадам де Вернинак (1799) и Мадам Рекамье (1800). Период смуты и неясных ожиданий между террором революции и установлением империи отразил «стиль Директории», названный по короткому правлению Директории 1795—1799 годов. Этот стиль считают разновидностью неоклассицизма, только более сурового и аскетичного, чем классицистические модификации королевского правления. Его сменил стиль периода Консульства, правления трёх консулов во главе с Наполеоном Бонапартом (1799—1804). В интерьерах того времени господствовали белый и серый цвета с небольшой позолотой мебели и картинных рам. По рисункам Давида и его ученика П.-Л. Моро мастер-мебельщик Ж. Жакоб изготавливал мебель, восходящую к находкам в раскопках Геркуланума и Помпей. Женщины стали носить платья, стилизованные под античные туники. Давид в этот период посредством своих картин стал диктовать моду в одежде, оформлении интерьеров и мебели, и даже в дамских причёсках и манере поведения. «Никогда ещё не была столь велика роль одного художника, причём не архитектора или декоратора, а живописца, в создании стиля жизни целой исторической эпохи». Всё это идеально выражено в одном из самых знаменитых портретов периода Директории работы Ж. Л. Давида: «Портрете мадам де Вернинак» (1799).

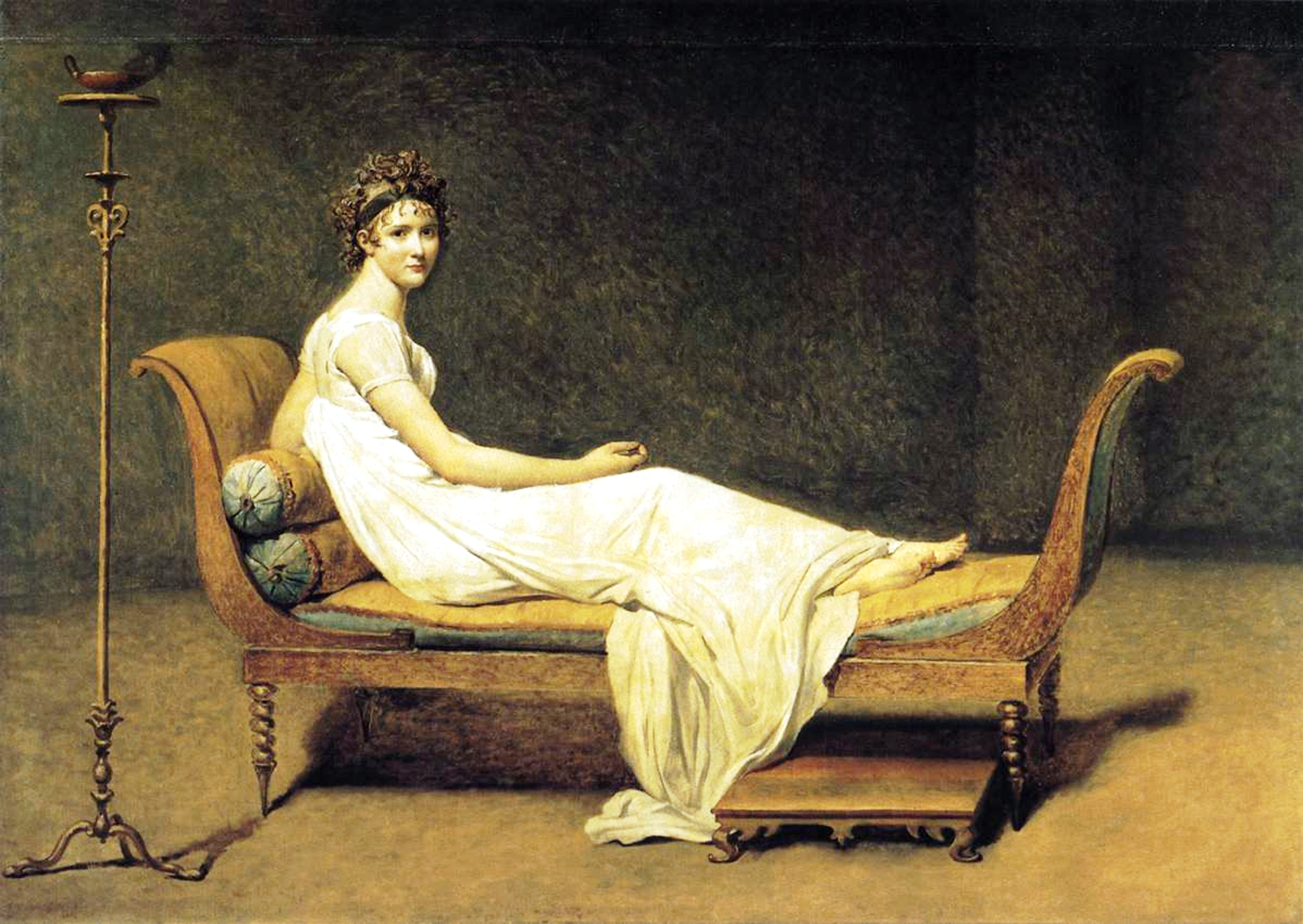
Портрет мадам Рекамье. 1800. Лувр, Париж

Мебельщик Ж. Жакоб с началом эпохи ампира стал сотрудничать с Шарлем Персье и Пьером Фонтеном, придворными архитекторами-декораторами Наполеона Бонапарта. Он выполнял заказы мадам Рекамье, парижской красавицы, жены банкира Жака Рекамье, хозяйки знаменитого литературно-политического салона, который в то время был интеллектуальным центром Парижа. Слово «рекамье» со временем стало символом, олицетворявшим хороший вкус, образованность и «новый парижский стиль».
Примечательно, что портрет красавицы, написанный Давидом в 1800 году, как бы «открывает» собой новый XIX век в искусстве Франции. Художник изобразил мадам Рекамье «на римский манер», в тунике, босиком, полулежащей на кушетке с плавно изогнутым изголовьем и скамеечкой для ног. Кушетку по рисунку Давида с античного рельефа выполнил Жорж Жакоб Старший. В дальнейшем такая мебель постоянно фигурировала в мастерских художников и парижских салонах. Рядом с кушеткой изображён высокий торшер в «помпейском стиле». На похожем кресле, также работы Жакоба по рисунку Давида, изображена мадам Рекамье на знаменитом портрете Франсуа Жерара (1802—1805).

## Ученики
Давид оставил после себя целую плеяду учеников, составивших своим творчеством следующую эпоху в истории французской живописи. Наиболее знамениты среди них: Франсуа Жерар, Антуан-Жан Гро, Анн-Луи Жироде, Жан Огюст Доминик Энгр.

## Галерея

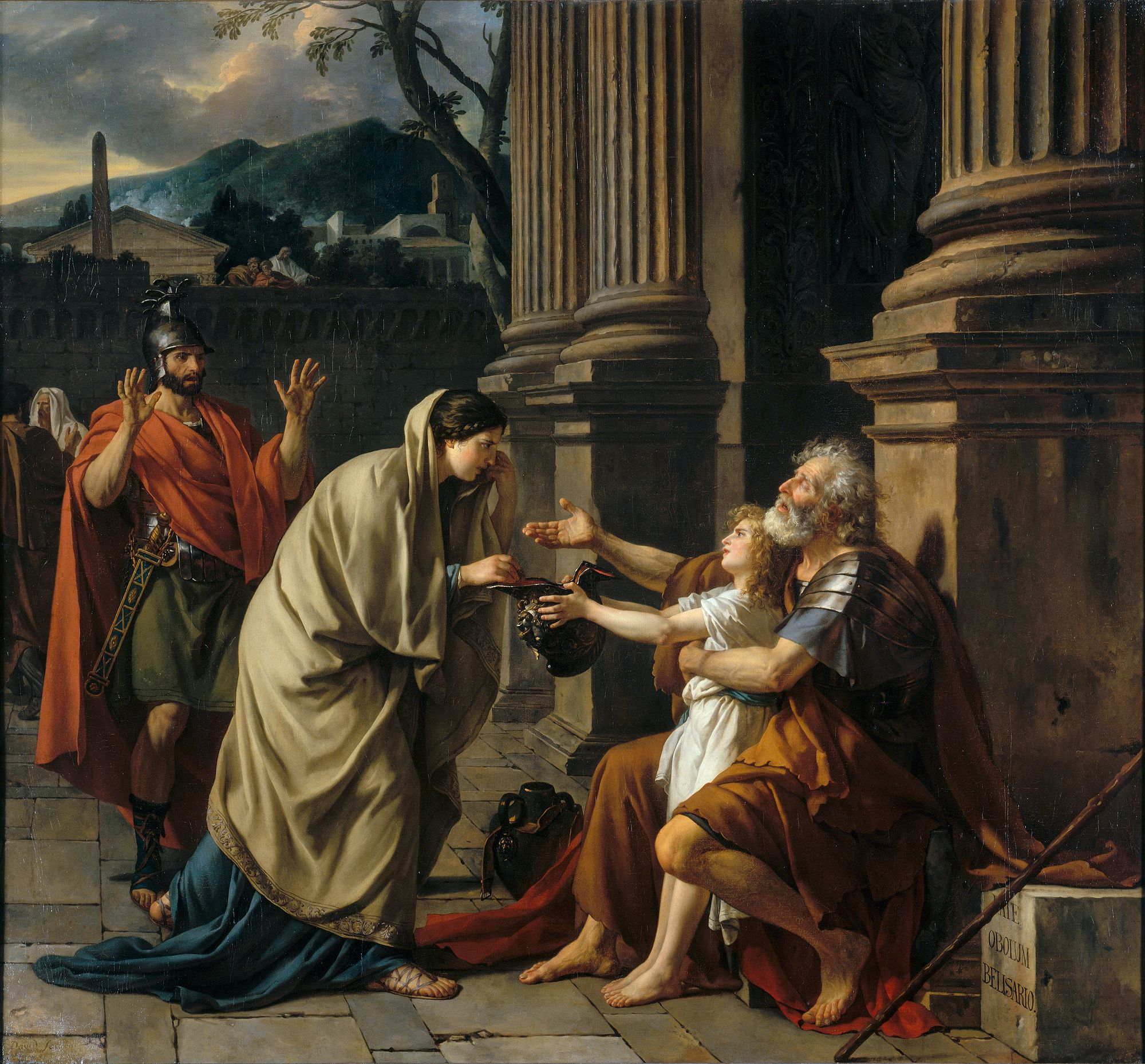
Велизарий, просящий подаяние. 1781
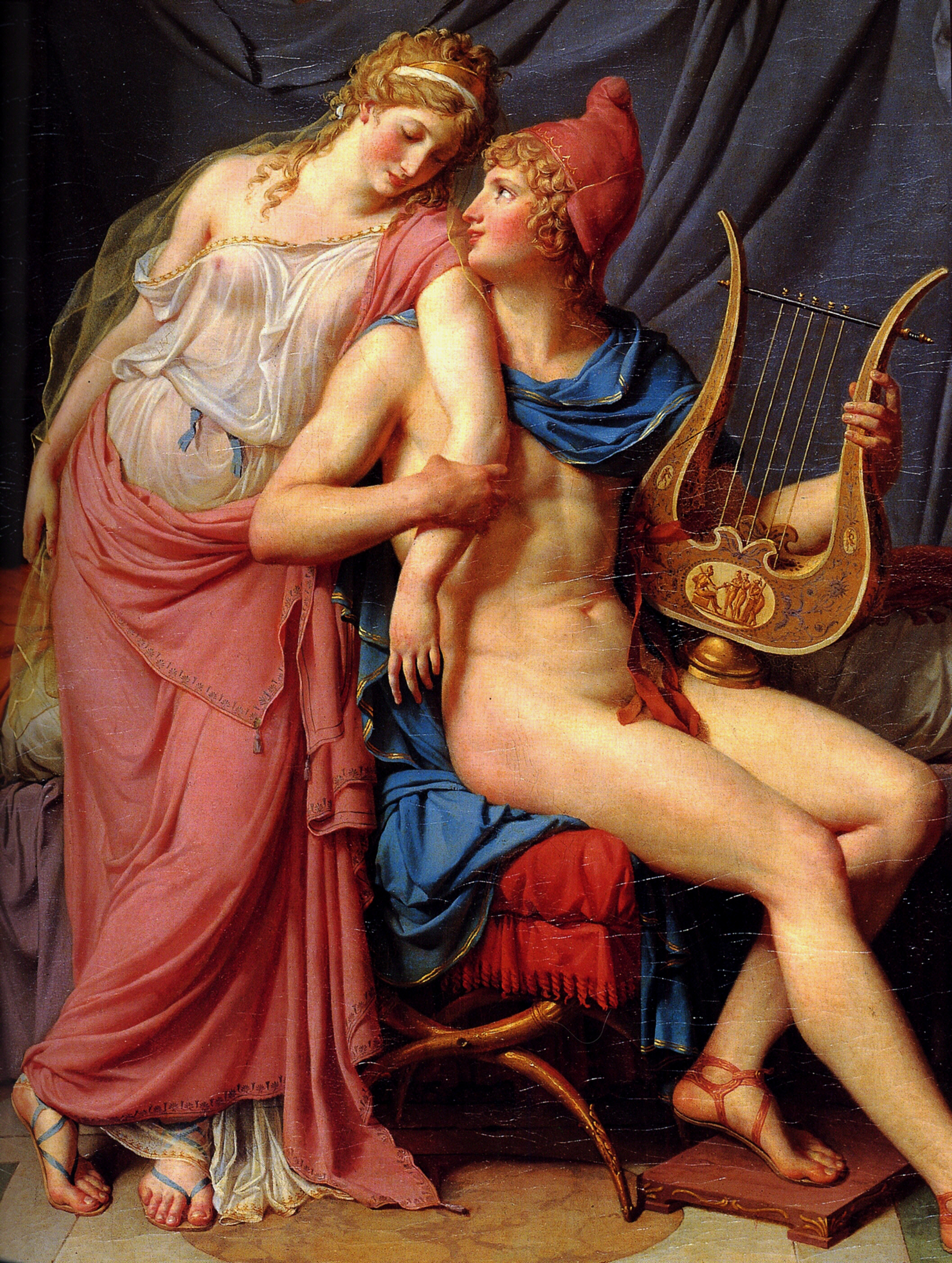
Любовь Париса и Елены. 1788
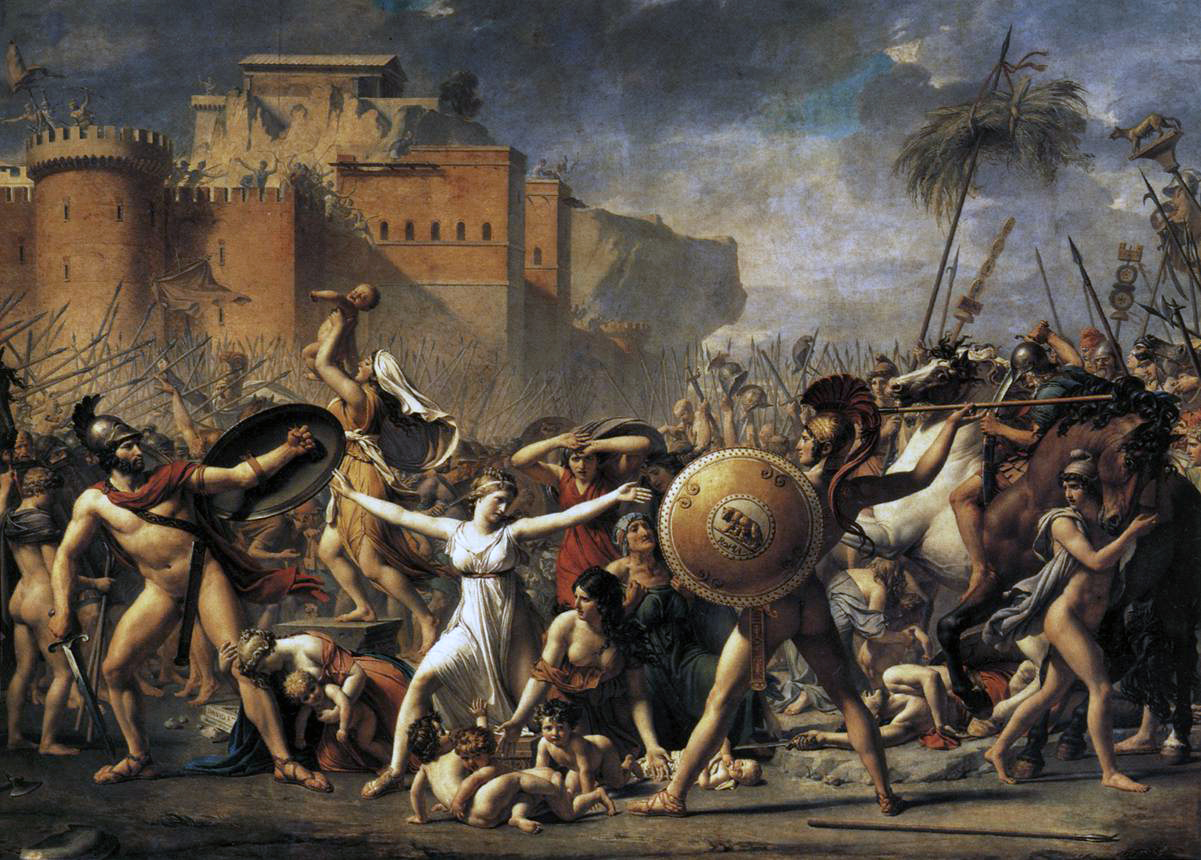
Сабинянки, останавливающие сражение между римлянами и сабинянами. 1799
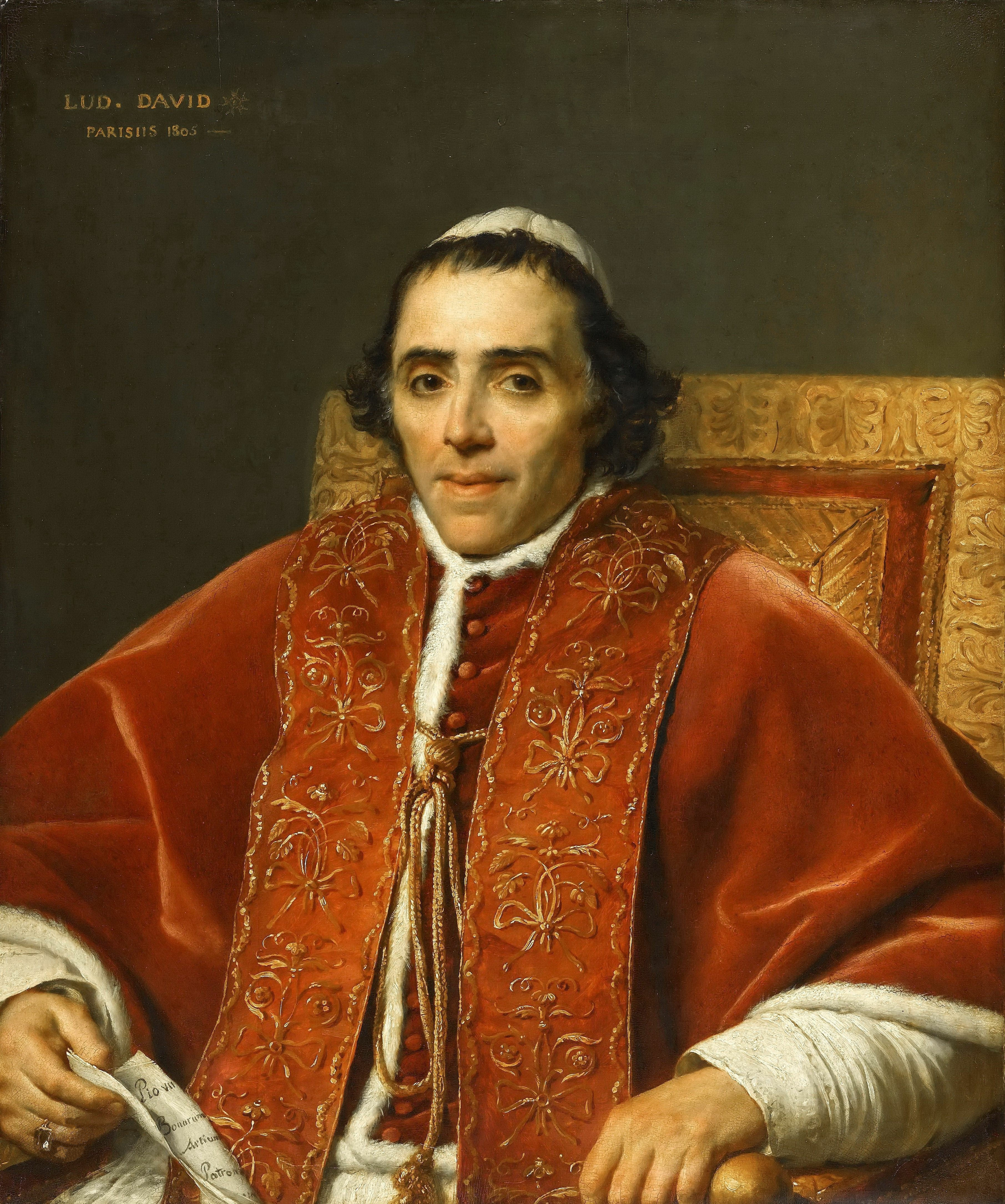
Портрет папы Пия VII. 1805
Посвящение императора Наполеона…. 1808
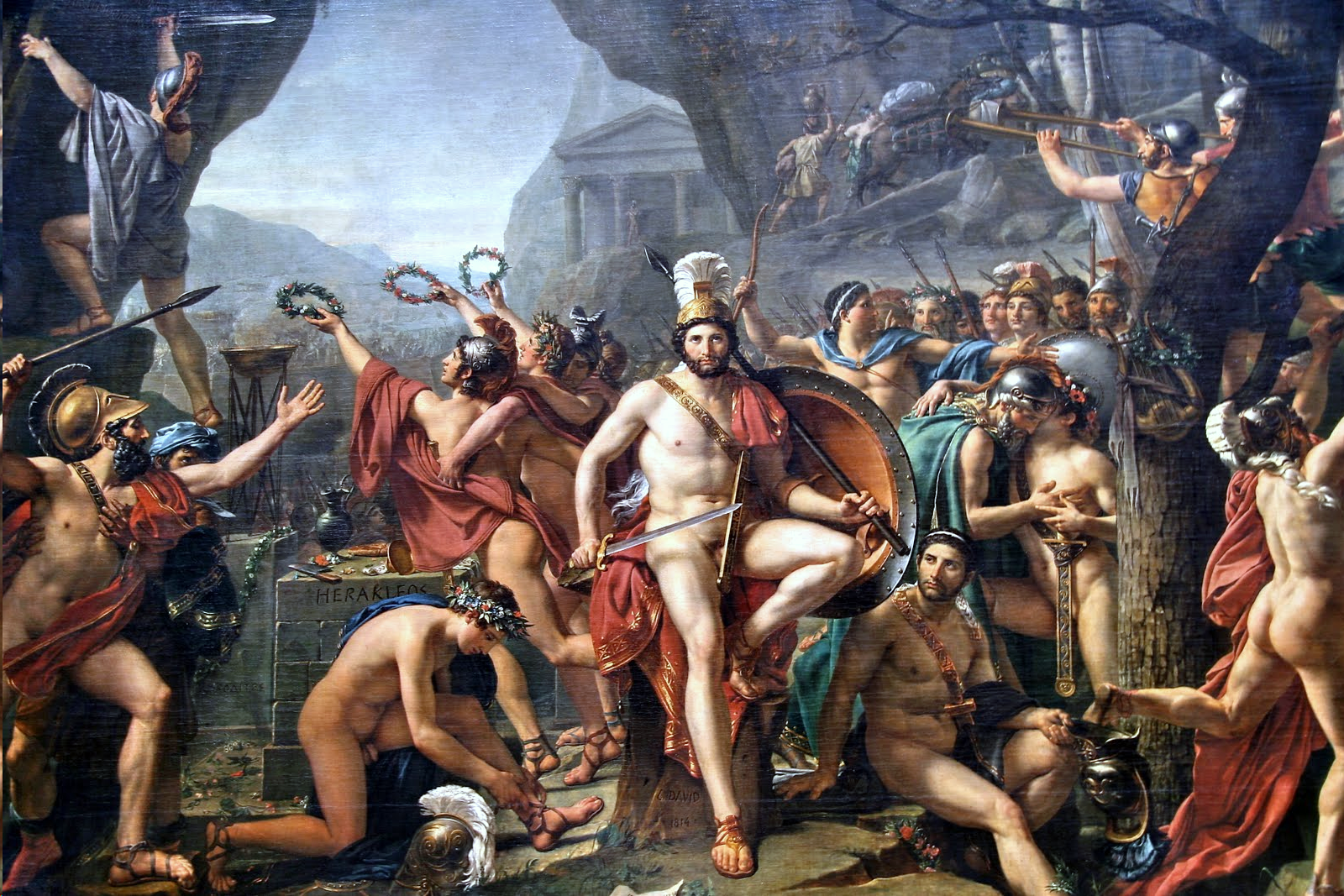
Леонид при Фермопилах. 1814
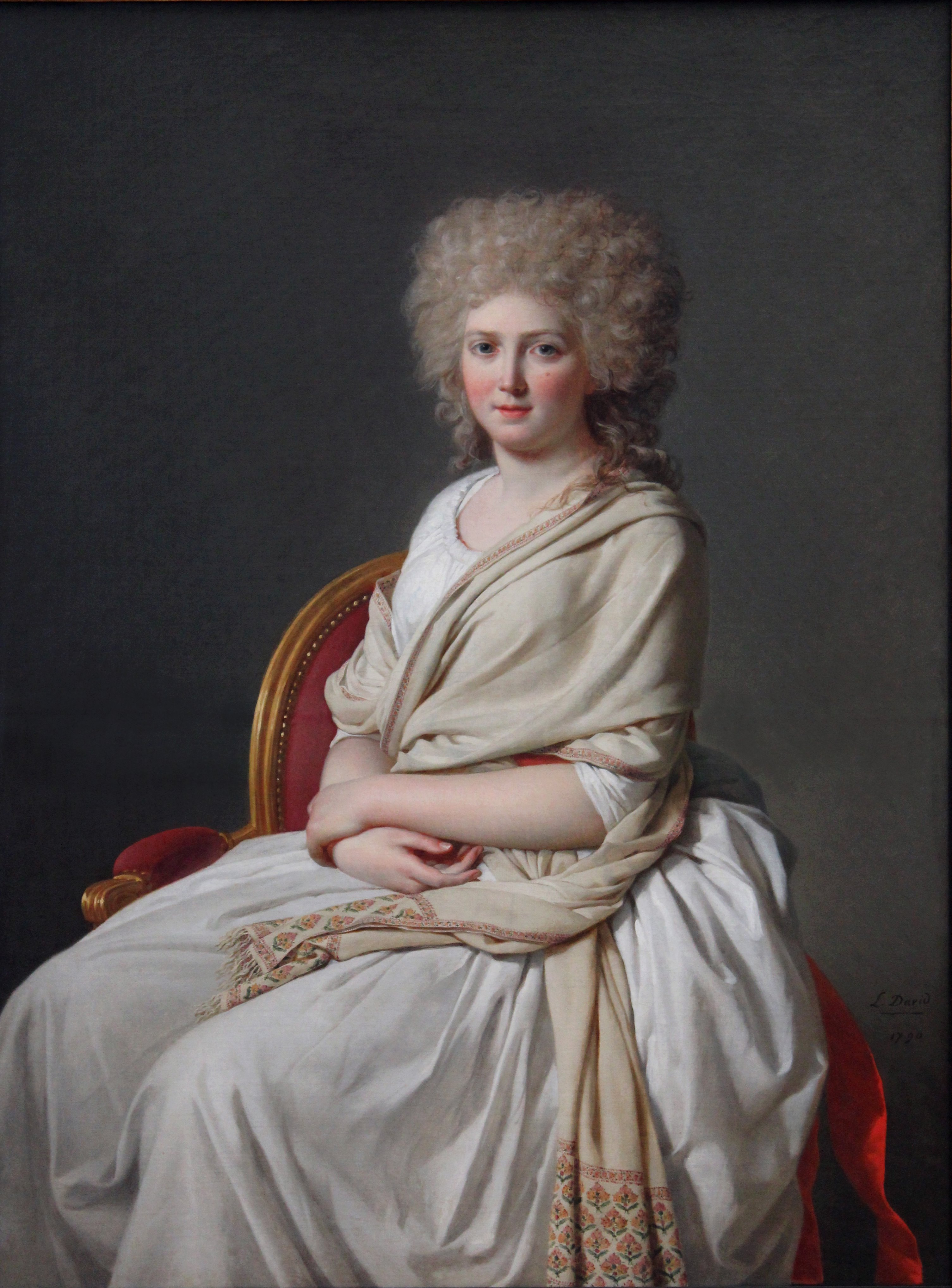
Портрет маркизы де Сорси де Теллюсон. 1790
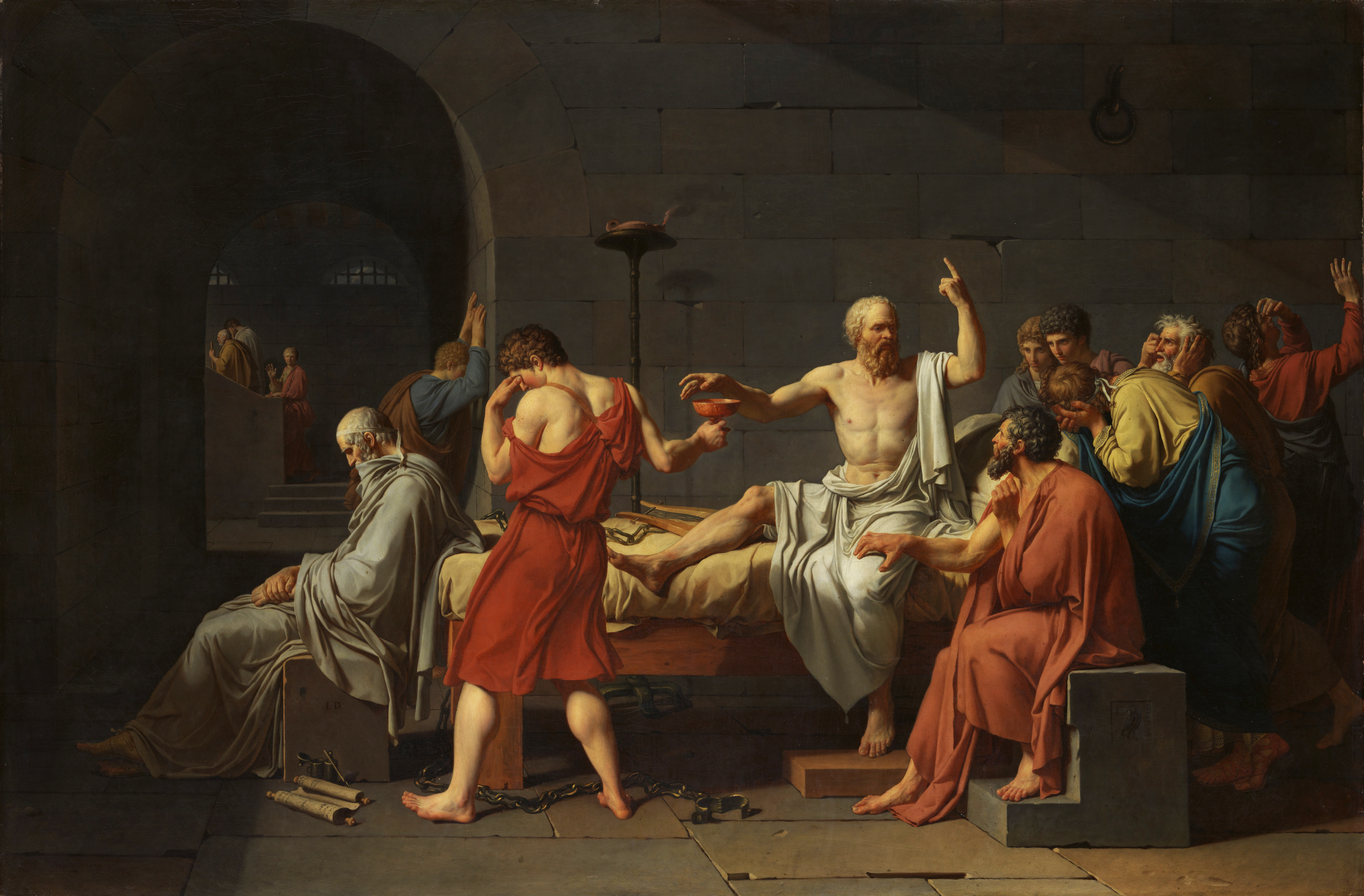
Смерть Сократа. 1787
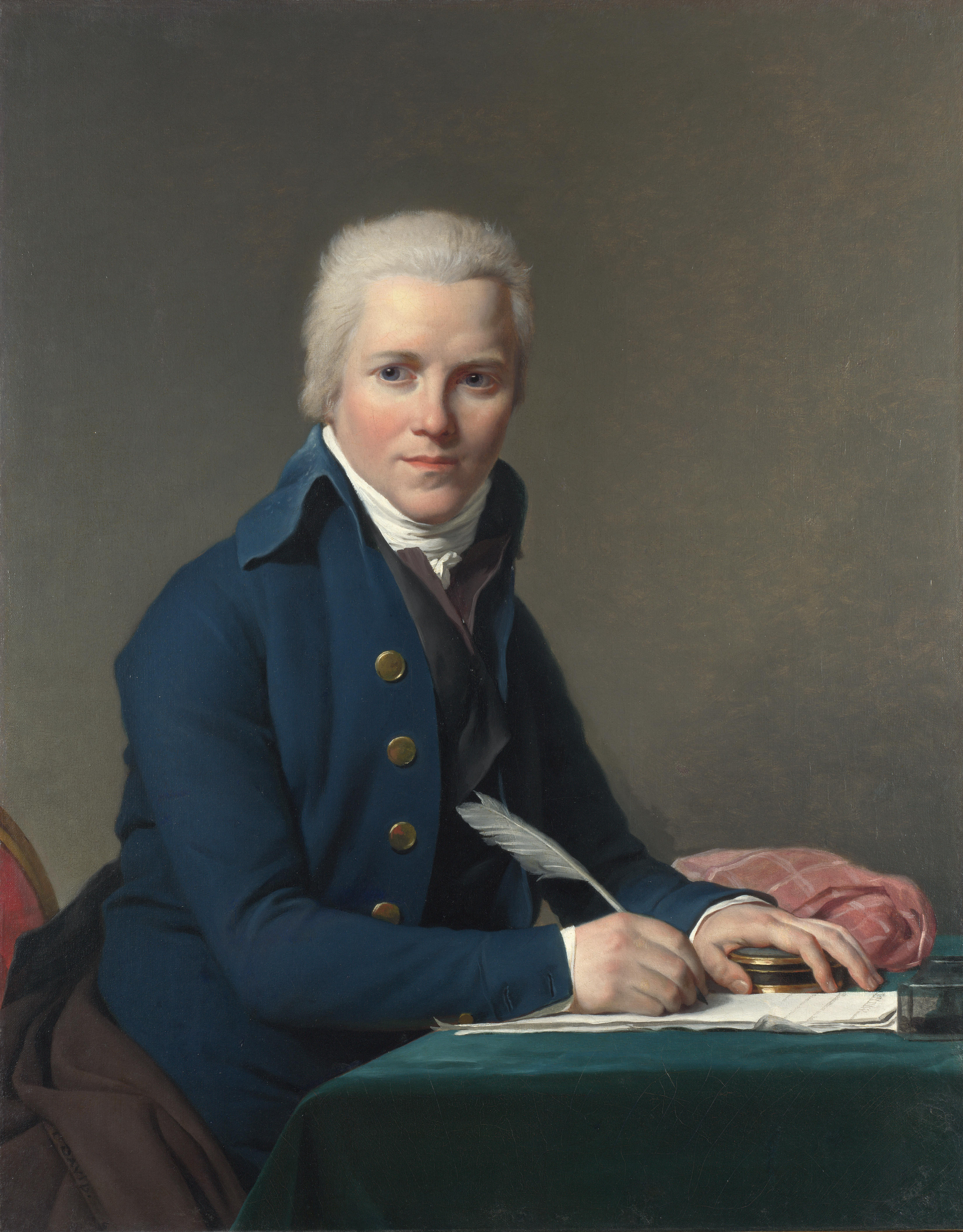
Голландский посланник в Париже Якобус Блаув. 1795
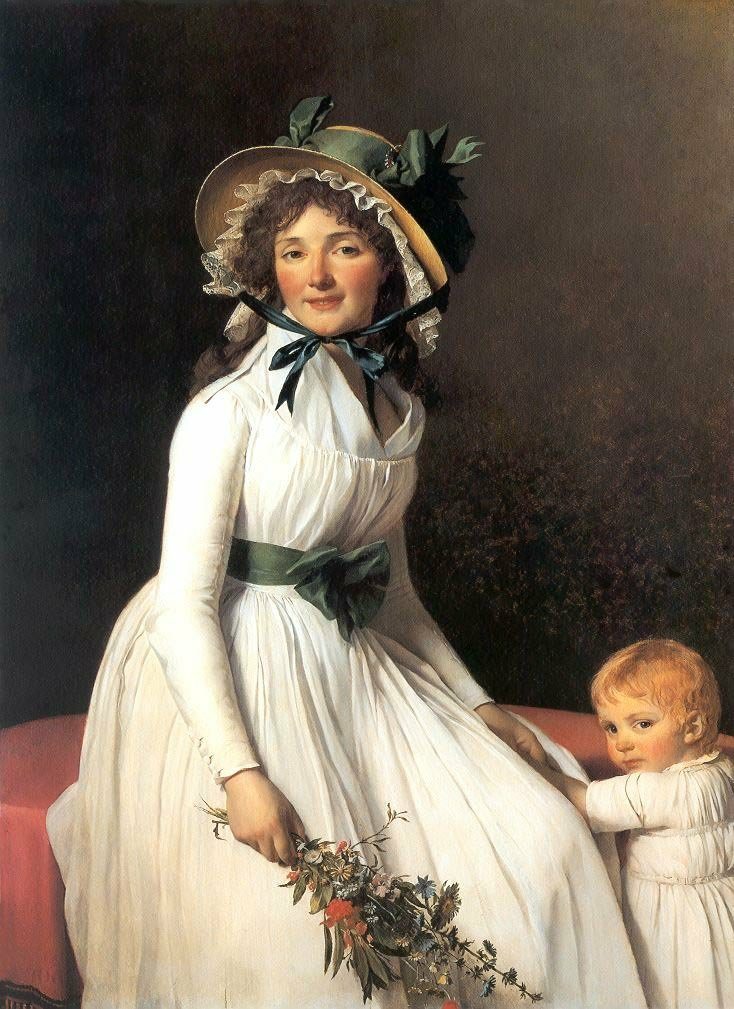
Портрет мадам Эмили Серизиат и её сына. 1795
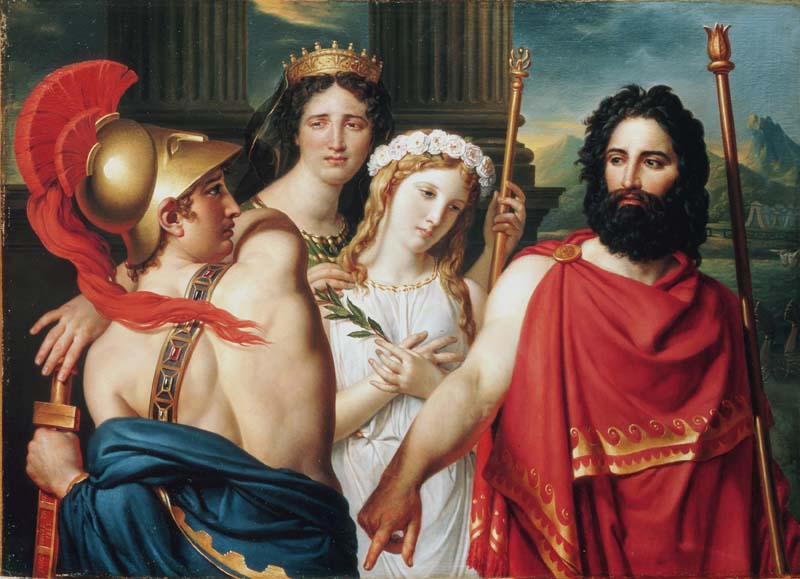
Гнев Ахилла. 1825
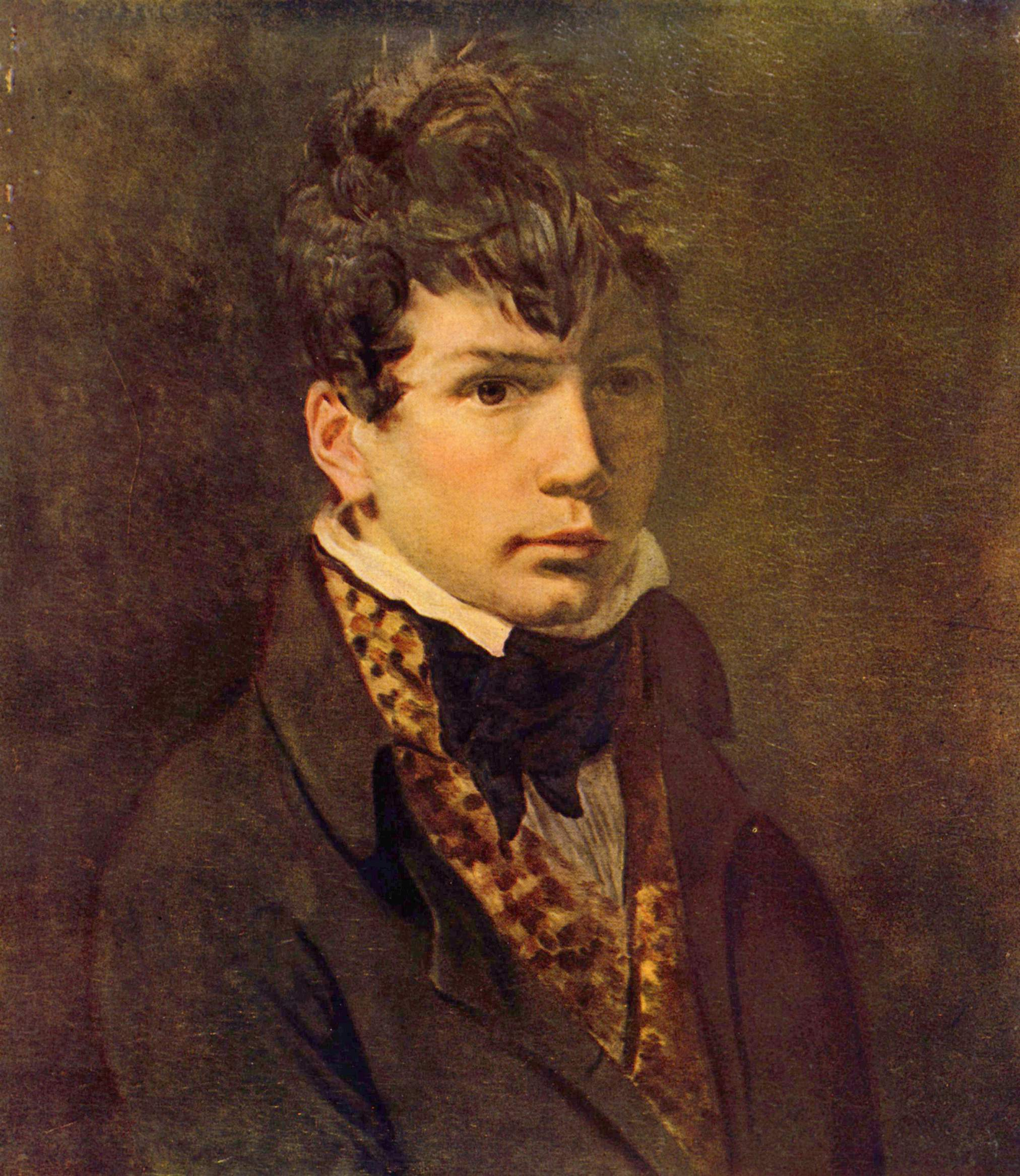
Портрет художника Жоржа Руже, ученика Давида. 1800
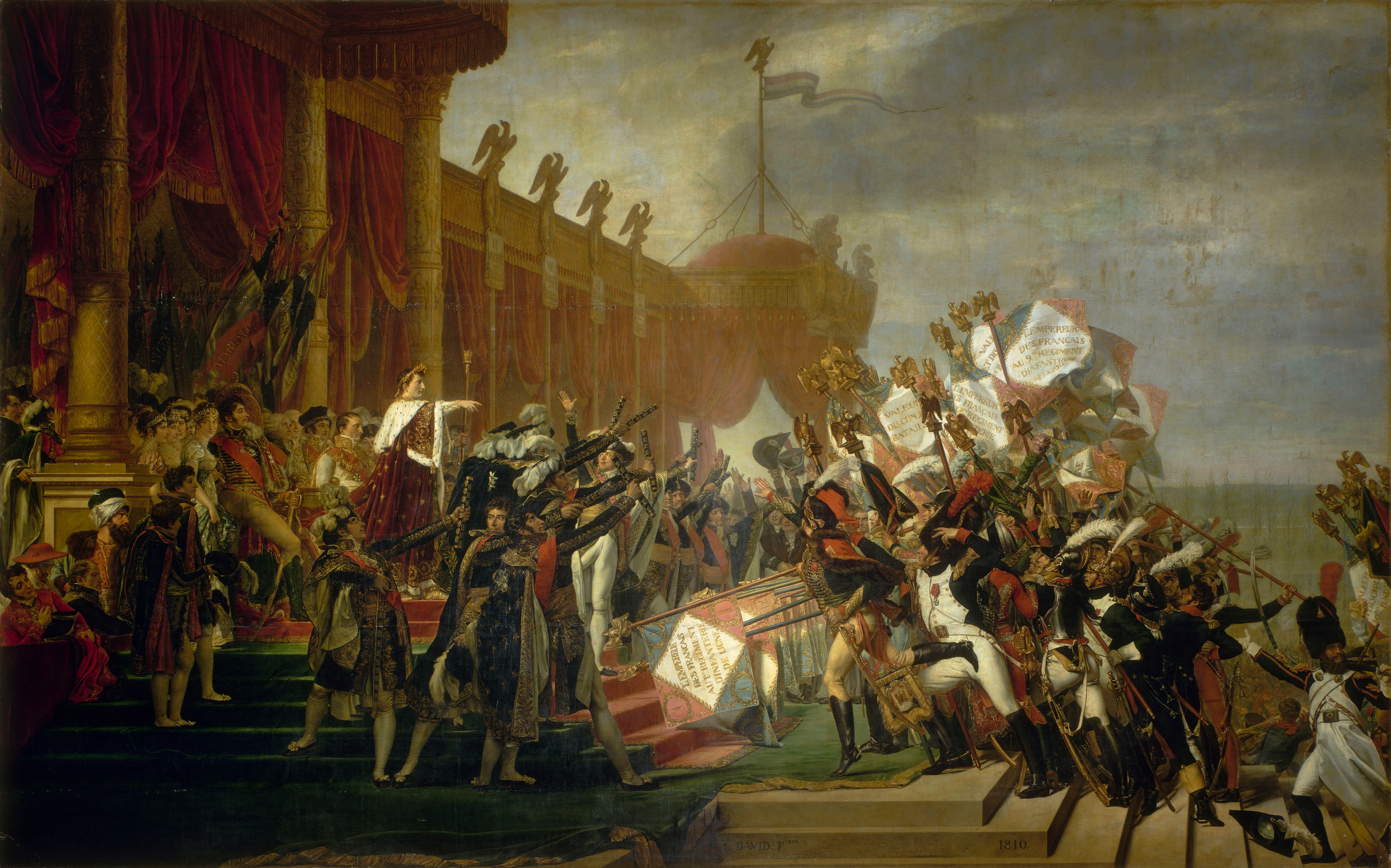
Раздача орлов. 1810
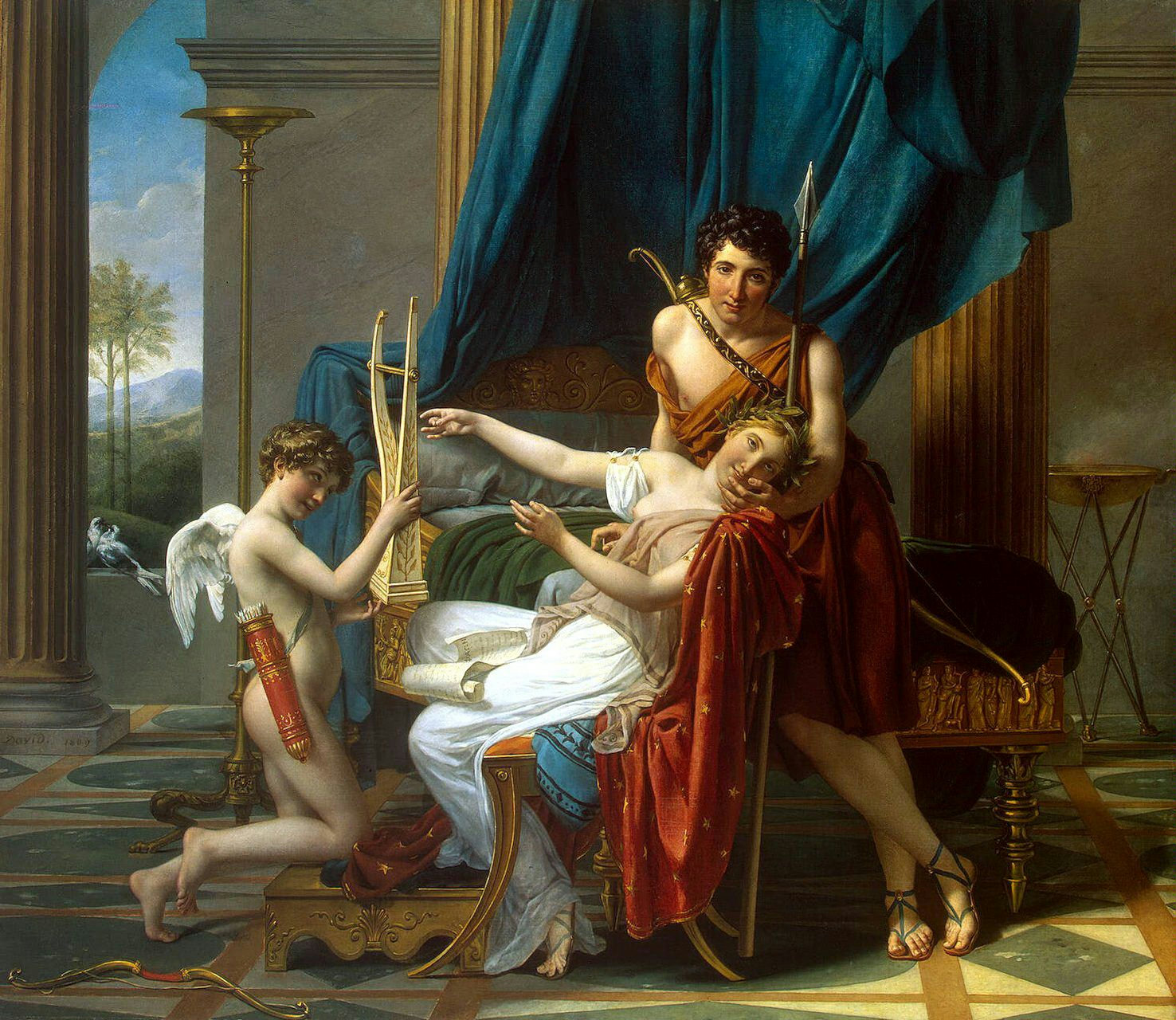
Сафо и Фаон. 1808

## Публикации текстов
Издания на русском языке
- Давид Ж. Л. Речи и письма живописца Луи Давида / Пер. Б. Денике; Вводная статья Д. Аркина. — М., Л. : Изогиз, 1933. — 277 с. : ил.